# Hans Vollenweider (Straftäter)

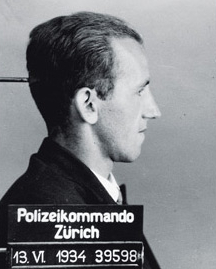
Hans Vollenweider

Hans Vollenweider (* 11. Februar 1908 in Zürich; † 18. Oktober 1940 in Sarnen) war ein Schweizer Straftäter. Er war der letzte in der Schweiz nach einem zivilen Strafprozess zum Tode Verurteilte und Hingerichtete.

## Der Fall Vollenweider
Der bereits mehrfach vorbestrafte Vollenweider erschoss im Juni 1939 innerhalb von zehn Tagen den Chauffeur Hermann Zwyssig, den Postboten Emil Stoll sowie, bei seiner Verhaftung, den 23-jährigen Polizisten Alois von Moos. Nach Aufenthalten Vollenweiders in mehreren Haftanstalten in verschiedenen Kantonen verurteilte ihn das Kantonsgericht in Obwalden am 19. September 1940 wegen Mordes an dem Polizisten von Moos zum Tode. Das Obwaldner Obergericht bestätigte am 12. Oktober 1940 das Todesurteil. Auch ein Begnadigungsgesuch an den Kantonsrat wurde am 16. Oktober abgelehnt, obwohl auch die Witwe des getöteten Polizisten ein solches eingereicht hatte.
Wegen der beiden anderen Tötungsdelikte stand Vollenweider nicht vor Gericht, da nach seiner Verhaftung zuerst der Kanton Obwalden ein Verfahren gegen ihn durchführte. In diesem war er nur wegen der in Obwalden begangenen Tat angeklagt.
Am frühen Morgen des 18. Oktobers 1940 wurde Hans Vollenweider in der Werkstatt der Strafanstalt in Sarnen mit der Guillotine von Luzern hingerichtet. Der Verurteilte lehnte letzte Worte und eine Henkersmahlzeit ebenso wie geistlichen Beistand ab. Diese Hinrichtung war umstritten, da die Abschaffung der Todesstrafe in der Schweiz und die Einführung eines gesamtschweizerischen Strafgesetzbuchs bereits per Volksabstimmung am 3. Juli 1938 beschlossen worden waren.

## Die letzte Hinrichtung
Vollenweider war damit der letzte in der Schweiz nach einem zivilen Strafprozess zum Tode Verurteilte und Hingerichtete. Die Todesstrafe war in der Schweiz bereits 1874 schon einmal abgeschafft und fünf Jahre später wieder erlaubt worden. Danach wurden noch neun Todesstrafen (unter anderem die von Paul Irniger) vollstreckt, mangels Alternativen immer mit der Luzerner Guillotine, die ursprünglich aus dem Kanton Zürich stammte und von Kanton zu Kanton weitergereicht wurde.

## Verfilmung
2004 veröffentlichte der Schweizer Dokumentarfilmer Theo Stich eine Dokumentation über den Fall: Vollenweider – Die Geschichte eines Mörders.